# Guilty Gear
Guilty Gear (oder kurz GG) ist eine Fighting-Game-Computerspielreihe von Arc System Works. Der erste Titel, Guilty Gear, erschien 1998 für die Playstation und war ein 2D-Fighting-Game. Das Spiel wurde vom japanischen Computerspielentwickler Daisuke Ishiwatari im Team Red produziert. Guilty Gear trumpfte zu seinem Erscheinen mit bildschirmfüllenden Special Moves auf Sonys Konsole auf, die bis dato aufgrund des limitierten Ram-Speichers damals auf der Playstation als nicht realisierbar galten. Viele Namen im Spiel sind von bekannten Rock- und Metalbands übernommen worden oder an diese angelehnt. Das Werk handelt vom Krieg der Menschen gegen als „Gear“ bezeichnete bio-mechanische Waffen. Die Thematik lässt sich in das Genre der Fantasy einordnen.

## Chronologie
- Guilty Gear
PlayStation (14. Mai 1998), Nachdruck (22. September 1999), Download (31. Mai 2007)
- Guilty Gear X
Arcade (2000), Dreamcast (14. Dezember 2000), Windows (10. November 2001)[2]
- Guilty Gear Petit
WS (2001)
- Guilty Gear Petit 2
WS (September 2001)
- Guilty Gear X Plus
PS2 (29. November 2001)
- Guilty Gear X Advance Edition
Game Boy Advance (Januar 2002)[3]
- Guilty Gear XX
Arcade (Mai 2002), PS2 (12. Dezember 2002)[4]
- Guilty Gear XX #Reload
Arcade (2003), PS2 (31. Juli 2003), Xbox (29. April 2004), Windows (23. Juli 2004), PSP (29. September 2005), Windows (7. September 2014)[5]
- Guilty Gear X ver1.5
Arcade (2003)[6]
- Guilty Gear XX / -Slash-
Arcade (September 2005), PS2 (13. April 2006), PS2BEST (15. März 2007)[7]
- Guilty Gear Judgment
PSP (24. August 2006), Download (24. September 2009)
- Guilty Gear DS (Dust Strikers)
DS (5. Oktober 2006)[8][9]
- Guilty Gear XX Λ Core -Accent Core-
Arcade (Dezember 2006), PS2 (31. Mai 2007), Wii (26. Juli 2007)
- Guilty Gear 2 Overture
Xbox 360 (29. November 2007 ), Download (9. März 2010 ), Xbox (7. Oktober 2008 ), Xbox (25. September 2009  ), Windows (1. April 2016)
- Guilty Gear XX Λ Core Plus -Accent Core Plus-
PS2 (27. März 2008 ), PSP (24. Juli 2008 ), Download (24. September 2009 ), PS2/PSP (7. April ), Wii (12. Mai 2009 ), PS2 (3. Dezember 2010  ), PSP/Wii (6. Mai 2011  ), Xbox 360 (24. Oktober 2012), PS3 (1. November 2012 )
- Guilty Gear XX Λ Core Plus R
Arcade (20. September 2012), PlayStation Vita (19. März 2013), Windows (27. Mai 2015)
- Guilty Gear 鶍 [Isuka]
Arcade (17. Dezember 2013), PS2 (29. Juli 2004), Xbox (16. Dezember 2004), Windows (25. November 2005), Windows (17. Januar 2014)
- Guilty Gear Xrd -SIGN-
Arcade (20. Februar 2014), PS3/PS4 (4. Dezember 2014), Windows (10. Dezember 2015)
- Guilty Gear Xrd -REVELATOR-
Arcade (25. August 2015), PS3/PS4 (26. Mai 2016), Windows (15. Dezember 2016)
- Guilty Gear Xrd Rev2
Arcade (30. März 2017), PS3/PS4/Windows (25. Mai 2017)
- Guilty Gear Strive (2021),  PS4/PS5/Windows (Juni 2021)